# Hanawaltite
La hanawaltite è un minerale.